# Unchain My Heart (альбом Джо Кокера)
Unchain My Heart — 11-ий студійний альбом Джо Кокерa, презентований 1 жовтня 1987 року на лейблі Capitol Records. До складу платівки входять виключно кавер-версії пісень.

## Список композицій
| #   | Назва                 | Тривалість |
| --- | --------------------- | ---------- |
| 1.  | «Unchain My Heart»    | 5:04       |
| 2.  | «Two Wrongs»          | 4:03       |
| 3.  | «I Stand in Wonder»   | 4:22       |
| 4.  | «The River's Rising»  | 4:10       |
| 5.  | «Isolation»           | 3:51       |
| 6.  | «All Our Tomorrows»   | 4:24       |
| 7.  | «A Woman Loves a Man» | 4:16       |
| 8.  | «Trust in Me»         | 4:14       |
| 9.  | «The One»             | 4:37       |
| 10. | «Satisfied"»          | 3:24       |

## Сертифікація
| Країна    | Сертифікація  | Продажі |
| --------- | ------------- | ------- |
| Канада    | Золотий       | 50 000  |
| Франція   | Золотий       | 100 000 |
| Німеччина | Тричі золотий | 750 000 |
| Швейцарія | Платиновий    | 50 000  |